# Àcid sulfhídric
Àcid sulfhídric és el nom de les dissolucions aquoses del Sulfur d'hidrogen H2S, les quals tenen propietats àcides. Aquestes dissolucions són tòxiques. Tenen aplicació com a agent precipitant de cations d’abast molt general. Se simbolitzen com H2S(aq).
En dissolució aquosa el sulfur d'hidrogen reacciona amb l'aigua segons la teoria àcid-base de Brønsted-Lowry i s'estableixen els següents equilibris amb formació dels anions hidrogensulfur HS– i sulfur S2– i el catió oxoni H3O+ característic de les dissolucions d'àcids:{\displaystyle {\ce {H2S(g) + H2O(l) <=> HS^{-}(aq) + H3O+(aq)}}}{\displaystyle {\ce {HS^{-}(aq) + H2O(l) <=> S^{2-}(aq) + H3O+(aq)}}}El primer equilibri és el més desplaçat cap a la dreta i té un pKa1 = 7 (constant d'equilibri Ka1 = 10–7), superior als corresponents als àcids selenhídric (3,73) i tel·luhídric (2,64), que són els hidràcids dels elements del mateix grup de la taula periòdica. Aquest valor indica que l'àcid sulfhídric és un àcid més feble que els altres dos, cosa que és deguda al fet que l'anió HS– té un radi iònic menor que els de l'anió HSe– i inferior al del HTe–. En davallar a la taula periòdica els àtoms augmenten el seu volum a causa de l'augment de capes d'electrons, i la força que cal rompre per separar els ions és la força de Coulomb que és inversament proporcional a la separació entre els nuclis dels ions. Pel segon equilibri pKa2 = 15 (constant d'equilibri Ka2 = 10–15), per tant, molt menys desplaçat cap a la formació de Se2–.